# Heinrich Wilhelm Stoll
Heinrich Wilhelm Stoll (* 16. Januar 1819 in Sechshelden; † 19. Juni 1890 in Weilburg) war ein deutscher Gymnasiallehrer und Altphilologe.

## Leben
Heinrich Wilhelm Stoll stammte aus einer nassauischen Bauern- und Bergmannsfamilie. Zwischen 1831 und 1835 wurde ihm von seiner Familie der Besuch des Pädagogikums in Dillenburg ermöglicht. Von 1836 bis 1838 konnte er durch ein Stipendium des niederländischen Königshauses das Gymnasium Weilburg besuchen, wo unter anderem Johann Philipp Krebs zu seinen Lehrern zählte. Seit 1838 studierte Stoll Klassische Philologie an der Universität Göttingen. Karl Otfried Müller, Friedrich Wilhelm Schneidewin und Ernst von Leutsch waren seine wichtigsten Lehrer, daneben hörte er bei Christoph Wilhelm Mitscherlich, Karl Hoeck (1794–1877), Johann Friedrich Herbart und Heinrich Ritter. Vor allem Müller sollte Stoll beeinflussen und interessierte ihn für die griechischen Realien: Geschichte, Mythologie und Archäologie. Nach Müllers Tod wurde Schneidewin besonders wichtig, der Stoll auch weiter in die griechische Philologie einführte.
Im Winter 1840/41 bestand Stoll sein Staatsexamen und war anschließend bis 1842 Lehrer an einer Privatschule in Idstein. Nach einem halben Probejahr wurde Stoll 1843 in Dillenburg am Pädagogikum angestellt. 1845 wechselte er an das Gymnasium nach Wiesbaden, wo er zunächst als stellvertretender Lehrer und seit Ostern 1849 als Konrektor wirkte. Im Herbst wurde Stoll Nachfolger von Karl Felix Halm am Gymnasium in Hadamar, wo er einen Großteil des altklassischen Unterrichts leitete. Wegen konfessioneller Spannungen wurde der evangelische Stoll im Oktober 1852 vom katholischen Gymnasium in Hadamar nach Weilburg versetzt. In Weilburg blieb Stoll den Rest seiner Karriere und lehrte die alten Sprachen. 1858 wurde er Prorektor und 1859 Professor. Ostern 1884 wurde er in den Ruhestand versetzt.
Stoll war ein sehr produktiver Autor. Er verfasste eine nennenswerte Zahl von Monografien, daneben diverse Aufsätze in Zeitschriften. Er steuerte Artikel für Lübker’s Reallexikon des classischen Alterthums für Gymnasien, für August Friedrich Paulys Real-Encyclopädie der classischen Alterthumswissenschaft und Roscher’s Lexikon der griechischen und römischen Mythologie bei. Ein Großteil seiner Schriften wandte sich als Einführungen an Schüler und interessierte Laien, denen er das Altertum näherbringen wollte. Sein Handbuch der Religion und Mythologie der Griechen und Römer wurde zum Klassiker, es erlebte viele Auflagen noch bis ins nächste Jahrtausend und wurde in mehrere andere Sprachen übersetzt. Auch andere besonders erfolgreiche Schriften Stolls, so die zweibändigen Die Götter und Heroen des classischen Alterthums und Die Sagen des classischen Alterthums befassten sich mit der antiken Mythologie.

## Schriften
- Antimachi Colophonii reliquias. Pagenstecher, Dillenburg 1845.
- Handbuch der Religionen und Mythologie der Griechen und Römer. Teubner, Leipzig 1860.
- Die Sagen des classischen Alterthums. Erzählungen aus der alten Welt. 2 Bände, Teubner, Leipzig 1862.
- Geschichte der Griechen und Römer in Biographien. Teubner, Leipzig 1866 (Digitalisat, Teil 1).
- Geschichte der Griechen bis zur Unterwerfung durch Rom. 1868.
- Geschichte der Römer bis zum Untergang der Republik. 1869.
- Bilder aus dem altrömischen Leben. 1871.
- In den Straßen des alten Rom. 1871 Digitalisat.
- Erzählungen aus der Geschichte (Teil 1–5). Teubner, Leipzig 1874–1887 (Digitalisat (verschiedene Auflagen)).
- Bilder aus dem altgriechischen Leben. Teubner, Leipzig 1875.
- Götter und Heroen des klassischen Altertums. 1879.
- Wanderung durch Alt-Griechenland. Teubner, Leipzig 1888.